# Draženci
Draženci (in tedesco Drasendorf) è un paese della Slovenia, frazione del comune di Hajdina.
La località si trova alla periferia sud di Ptuj a 230.3 metri s.l.m. , vicino alla sponda destra della Drava.
Durante il dominio asburgico Draženci fu frazione del scomparso comune di Unter Rann, ora noto come Breg Spodnji ed agglomerato della città di Ptuj.